# Südliches Ningaui
Das Südliche Ningaui (Ningaui yvonneae), auch Yvonnes Ningaui genannt, ist ein sehr kleiner Vertreter aus der Familie der Raubbeutler. Es kommt im südlichen Australien in mehreren geografisch voneinander getrennten Gebieten vor.

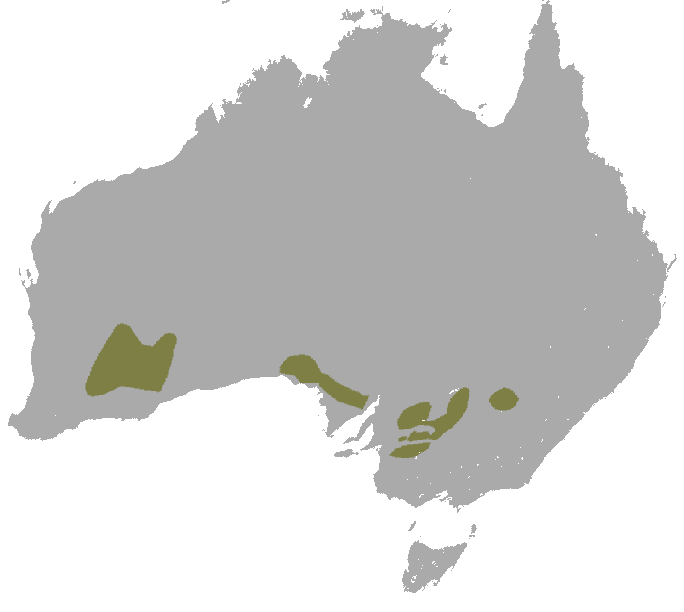
Verbreitungskarte des Südlichen Ningaui

## Merkmale
Das Südliche Ningaui erreicht eine Kopf-Rumpf-Länge von 48 bis 81 Millimeter (Durchschnitt Männchen 72 Millimeter, Durchschnitt Weibchen 64 Millimeter), eine Schwanzlänge von 53 bis 71 Millimeter und ein Gewicht von 6 bis 14 Gramm (Durchschnitt Männchen 10 Gramm, Durchschnitt Weibchen 9 Gramm). Vom Pilbara-Ningaui (Ningaui timealeyi) unterscheidet es sich durch die größeren und deutlicher ausgeprägten Fußballen. Vom weiter nördlich im Inneren Australiens vorkommenden Wongai-Ningaui (Ningaui ridei) ist das Südliche Ningaui äußerlich nicht zu unterscheiden. Es hat kleinere Paukenblasen als das Wongai-Ningaui.

## Lebensraum und Lebensweise
Das Südliche Ningaui lebt im Mallee, in Heiden und in Grasland das mit Stachelkopfgräsern bewachsen ist. Es ernährt sich von einer Vielzahl kleiner Beutetiere, vor allem von kleinen Wirbellosen, die meist zwischen Laub aufgespürt werden. Beutetiere werden in der Regel durch einen Biss in den Kopf schnell getötet und dann den Kopf voran verspeist. Zu den vertilgten Wirbellosen gehören Hautflügler, Schaben, Heuschrecken, Termiten, Schmetterlinge, Käfer, Hundertfüßer und Webspinnen. Kleine Beute wird bevorzugt. Ist diese jedoch nicht in ausreichender Zahl vorhanden, werden auch kleine Wirbeltiere wie Skinke gefressen. Die Tiere leben nur kurz und erreichen ein durchschnittliches Alter von 14 Monaten. Im Frühling gebären die Weibchen 5 bis 7 Jungtiere und im Februar stellen die selbständig gewordenen Jungtiere den größten Anteil (> 95 %) der in Fallen gefangenen Tiere. Die meisten ausgewachsenen Ningauis der vorangegangenen Generation sind dann schon gestorben. Alle jungen Männchen sind Ende Juli geschlechtsreif und die meisten sterben im Dezember.

## Gefährdung
Die IUCN stuft das Südliche Ningaui als ungefährdet (Least Concern) ein. Es ist weit verbreitet und häufig. Größte Bedrohung der Art sind Steppenbrände.